# ヴィユ・コロンビエ劇場
ヴュー・コロンビエ劇場（Théâtre du Vieux-Colombier）は、パリ6区の、ヴュー・コロンビエ通りに建つ300席の劇場。フランス現代演劇の開拓者とされるジャック・コポーが借りて、1913年に改名し、一座の本拠とした。1986年国有化され、1989年から、コメディ・フランセーズの第2劇場となった。

## 歴史
もとは、19世紀初めからの、アテネ・サン＝ジェルマン（l'Athénée Saint-Germain）という劇場であった。始めはメロドラマをやっていたが、一般の集会や温習会に使われるだけになり、荒れていた。
演劇の革新のため、劇団の結成を目論んでいたジャック・コポーが、それを借りて、ヴィユ・コロンビエ劇場と改名し、改装し、1913年10月23日、旗揚げした。翌5月までのシーズンに、14本の戯曲を上演し、簡潔な装置の、文学的で無駄のない芝居運びが評判を呼んで、『ヴィユ・コロンビエ』の名は海外にも知られた。
1914年8月、第一次世界大戦となり、劇場は閉鎖された。戦後の1919年、座員のルイ・ジューヴェが改装し、額縁のない、コンクリート床の常設舞台とした。
1920年2月に再開したが、1924年5月にコポーは一座を解散して隠棲し、劇場は映画館となった。
1931年1月から、コポーの甥、ミシェル・サン＝ドニ（Michel Saint-Denis）らの十五人劇団（Compagnie des Quinze ）が、ついで1933年6月から、ジョルジュ・ピトエフ一座が、公演した。
1939年からの第二次世界大戦下では、低調で、一時閉鎖されもした。
1944年5月27日、サルトルの『出口なし』を初演した。パリ解放後は調子を上げ、新作の多いプログラムで上演を続けたが、1973年末に閉鎖された。
1978年、文化省により、廃屋が歴史的記念物に指定され、1986年、政府に買い上げられ、1989年、コメディ・フランセーズの、おもに現代劇を上演する第2劇場となり、大改装を施して、1993年4月に再開場した。

## 歴代の支配人
- - 1913 - 1924：ジャック・コポー
  - 1924 - 1934：ジャン・テデスコ（Jean Tédesco）
  - 1935 - 1940：ルネ・ロシェ（René Rocher）
  - 1940 - 1955：ポール・アネ・バデル（Paul Annet Badel）
  - 1961 - 1970：ベルナール・ジェニー（Bernard Jenny）
  - 1970 - 1971：マルト・メルカディエ（Marthe Mercadier）

1989年以降は、コメディ・フランセーズとして、運営されている。

## 参照図書
- 渡辺淳：パリ･開幕 劇場・映画館探訪、丸善ブックス072、丸善（株）（1998）ISBN 4-621-06072-4